# Electra monostachys
Electra monostachys är en mossdjursart som först beskrevs av Busk 1854.  Electra monostachys ingår i släktet Electra och familjen Electridae. Arten har ej påträffats i Sverige. Inga underarter finns listade i Catalogue of Life.